# Ilex formosana
Ilex formosana là một loài thực vật có hoa trong họ Aquifoliaceae. Loài này được Maxim. mô tả khoa học đầu tiên năm 1881.